# Филип Ларкин
Филип Артър Ларкин (на английски: Philip Arthur Larkin, 9 август 1922 – 2 декември 1985) е английски поет, романист, библиотекар и джаз критик. Считан е за един от най-значимите поети на втората половина от XX век. Първата му стихосбирка „Северният кораб“ (North Ship) е публикувана през 1945 г., подир което Ларкин написва два романа „Джил“ (Jill, 1946) и „Момиче през зимата“ (A Girl in Winter, 1947). Филип обаче става известен едва през 1955 при публикуването на втората си стихосбирка „По-малко измамените“ (The Less Deceived), последвана от „Сватбите Уитсън“ (The Whitsun Weddings, 1964) и „Високи прозорци“ (High Windows, 1974). От 1961 до 1971 г. пише джаз критика за вестник „Дейли Телеграф“. Всички негови статии на тази тема са събрани в „All What Jazz: A Record Diary 1961–71“ (1985). Ларкин редактира и оксфордската книга за английска поезия от XX век (1973). Предложена му е позицията на поет-лауреат на Великобритания през 1984 г. след смъртта на Джон Бетшъман, но отказва.
След като завършва Оксфордския университет през 1943 г. с отличен по Английски език и литература, Ларкин става библиотекар. През 30-годишния период, когато работи в библиотеката към Халския университет, той създава най-значимите си публикувани произведения. Поезията на Ларкин е белязана от онова качество, което Андрю Моушън нарича съвсем английска, навъсена прецизност при описване на чувства, места и взаимоотношения; и от занижени хоризонти и угаснали очаквания, както се изразява Доналд Дейви. Ерик Хомбъргър го нарича „най-тъжното сърце в следвоенния супемаркет“. Дори самият Ларкин казва, че за него загубата и тъгата са това, което жълтите нарциси са за Уърдсуърт. Повлиян от поети като Уистън Хю Одън, Уилям Бътлър Йейтс и Томас Харди, в поемите на Ларкин се среща високо издържана стихотворна структура, както и гъвкави, свободи стихотворни форми. Тази двойственост е описана от Джийн Хартли, бивша съпруга на издателя на Ларкин Джордж Хартли, като: „пикантна смесица от лиричност и негодуване“, макар че антологистката Кейт Тюма пише, че в творбите на Филип Ларкин може да се открие повече от това, което тяхната репутация на песимизъм предполага.
Личността на Ларкин в обществения живот се възприема като тази на уединен англичанин, който не харесва славата и не може да понася кичозния публичен литературен живот. Посмъртно публикуваните през 1992 г. от Антъни Туейт писма на Ларкин задействат спорове около личния живот и реакционните политически възгледи на поета, описани от Джон Банвил като изправящи косата, но и на места весели. Лиза Джардайн нарича Ларкин „небрежен, закоравял расист и женомразец“. От друга страна, академикът Джон Озбърн казва през 2008 г., че „най-лошото, което някой е открил за Ларкин, са няколко глупави писма и склонност към порнография, съвсем леко по-засилена от това, което се счита за преобладаващо забавление“. Въпреки разразилата се полемика през 2003 г., почти две десетилетия след смъртта си, Ларкин е избран за най-обичания британски писател от изминалите 50 години, а през 2008 г. Таймс го определят като най-великия следвоенен британски писател.
През 1985 г. се открива, че Ларкин е болен от рак на хранопровода. На 11 юли същата година го оперират, но се оказва, че ракът се е разпространил и не подлежи на хирургическа намеса. На 28 ноември поетът припада и е закаран в болница, където умира след четири дена – 2 декември, на 63 години.

## Творби
Поезия
- The North Ship, 1945, ISBN 978-0-571-10503-8
- XX Poems, 1951
- The Less Deceived, The Marvell Press, 1955, ISBN 978-0-900533-06-8
  - „Church Going“
  - „Toads“
  - „Maiden Name“
  - „Born Yesterday“ (написано за раждането на Сали Еймис)
  - „Lines on a Young Lady's Autograph Album“*
- The Whitsun Weddings, 1964, ISBN 978-0-571-09710-4
  - „The Whitsun Weddings“
  - „An Arundel Tomb“
  - „A Study of Reading Habits“
  - „Home is So Sad“
  - „Mr Bleaney“
- High Windows, 1974, ISBN 978-0-571-11451-1
  - „This Be The Verse“
  - „Annus Mirabilis“
  - „The Explosion“
  - „The Building“
  - „High Windows“
- Събрани поеми, редактирани от Антъни Туейт (1988), ISBN 0-571-15386-0
  - „Aubade“ (за първи път публикувана през 1977)
  - „Party Politics“ (последна приживе публикувана поема)
  - „The Dance“ (недовършена и непубликувана дотогава)
  - „Love Again“ (непубликувана)
- Събрани поеми, редактирани от Антъни Туейт (2003), ISBN 978-0-571-21654-3
- The North Ship
- The Less Deceived
- The Whitsun Weddings
- High Windows

Проза
- Jill, 1946, ISBN 978-0-571-22582-8
- A Girl in Winter, 1947, ISBN 978-0-571-22581-1
- Trouble at Willow Gables и други разкази, редактор Джеймс Бут (2002), 1943–1953, ISBN 0-571-20347-7

Други
- All What Jazz: A Record Diary 1961–1971, Faber and Faber, ISBN 978-0-571-13476-2
- Избрани писма от Филип Ларкин, 1940-1985 редактирани от Антъни Туейт (1992), ISBN 0-571-17048-X